# Dame d'atour

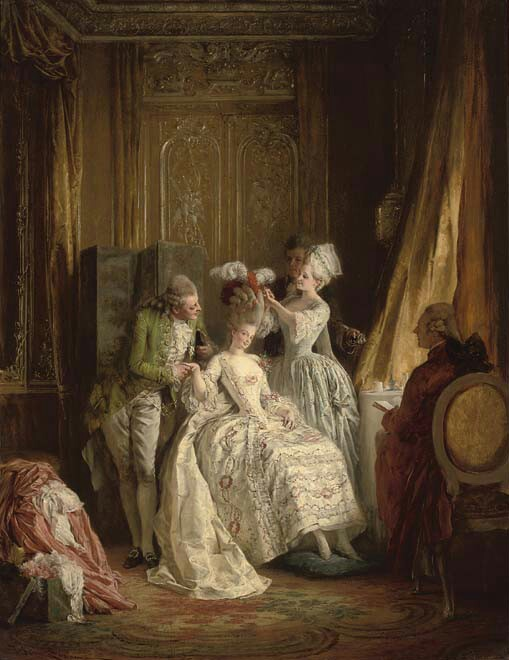
Retrato de María Antonieta, por Heinrich Lossow.

Dame d’atour fue un destacado puesto en la corte real francesa, y existió en casi todas las cortes desde el siglo XVI en adelante. La dame d’atour era elegida de entre los miembros de la más alta nobleza francesa, ostentando el tercer rango más elevado entre las damas de compañía de la reina, tras la superintendente del palacio y la primera dama de honor.

## Historia
Desde el reinado de Isabel de Baviera hubo un puesto denominado demoiselle d’atour o femme d’atour, si bien este era originalmente el título otorgado a las doncellas al servicio de la reina, hallándose dividido en varias personas.
El puesto de dame d’atour fue creado en 1534 como uno de los rangos más elevados entre las damas de compañía de la reina, otorgado únicamente a miembros de la nobleza.

## Funciones
La función principal de la dame d’atour consistía en supervisar el guardarropa y las joyas de la reina. Era la encargada, además, de custodiar las llaves de sus habitaciones, permitiéndole a ella o a las doncellas al servicio de la reina autorizar o denegar audiencias con ella, lo cual a su vez permitía a estas últimas ostentar una posición prominente en la corte. Las funciones de la dame d’atour eran, entre otras:
- Atender a la reina al levantarse y al acostarse.
- Supervisar a las doncellas al servicio de la reina.
- Anunciar el momento en que la reina se levantaba por la mañana.
- Correr las cortinas y ordenar hacer la cama de la reina.
- Colocar a la reina sus enaguas y tenderle el vestido durante el baño público.
- Preparar un baño de pies cuando la reina no deseaba tomar un baño completo.
- Asegurarse de que el guardarropa estaba en orden y de que la reina vestía apropiadamente.
- Supervisar las reparaciones, la limpieza y la disponibilidad del vestuario, las servilletas y el encaje de la reina.
- Gestionar y controlar pensiones y pagos procedentes de la reina.

En ausencia de la dama de honor, la dame d'atour se subrogaba en sus funciones, supervisando al personal femenino al servicio de la reina.

## Lista dedames d’atour

### Dame d’atourde Catalina de Médici
- 1547–1549 : Marie-Catherine Gondi[3]
- 1549–1552 : Jacqueline de l'Hospital Dame d'Aisnay [4]
- 1552–1559 : Madeleine Buonaiuti, Madame Alamanni, Mme de Gondi

### Dame d’atourde María I de Escocia
- 1559-1560: Guyonne de Breüil.

### Dame d’atourde Luisa de Lorena-Vaudémont
- 1575-1590: Louise de la Béraudière.

### Dames d’atourde María de Médici
- 1600-1601: Madame de Richelieu.
- 1601-1617: Leonora Dori.

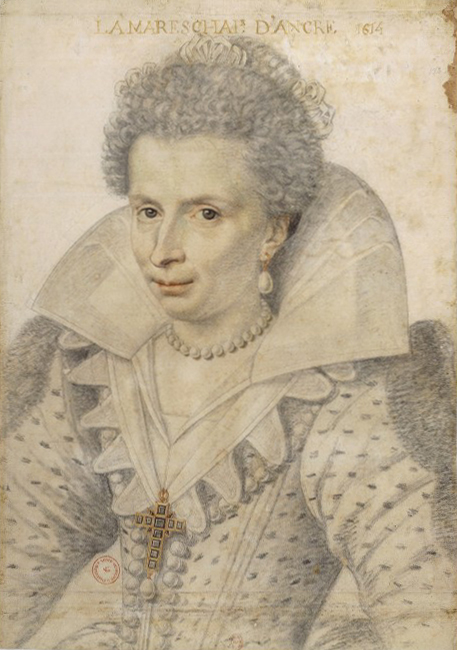
Retrato de Leonora Dori, por Daniel Dumonstier.

- 1619-1625: Nicole du Plessis de Mailly, marquesa de Brezé.
- 1625-1631: Marie-Madeleine d'Aiguillon.

### Dames d’atourde Ana de Austria
- 1615-1619: Luisa de Osorio (junto con de Vernet).

- 1615-1626: Antoinette d’Albert de Luynes, dama de Vernet (junto con de Osorio).

- 1626: Marie-Catherine de Senecey.

- 1626-1630: Madeleine du Fargis.

- 1630-1657: Catherine le Voyer de Lignerolles Bellay de la Flotte.

- 1637-1639/1643-1644: Marie de Hautefort, duquesa de Schomberg.

- 1657-1666: Louise Boyer, duquesa de Noailles.

### Dame d’atourde María Teresa de Austria
- 1660-1683: Anne-Marie de Beauvilliers, condesa de Bethune.

### Dames d’atourde María Leszczyńska
- 1725-1731: Anne-Marie-Françoise de Sainte-Hermine, condesa de Mailly.

- 1731-1742: Françoise de Mailly, duquesa de Mazarin.

- 1742-1768: Amable-Gabrielle de Noailles, duquesa de Villars.

### Dames d’atourde María Antonieta

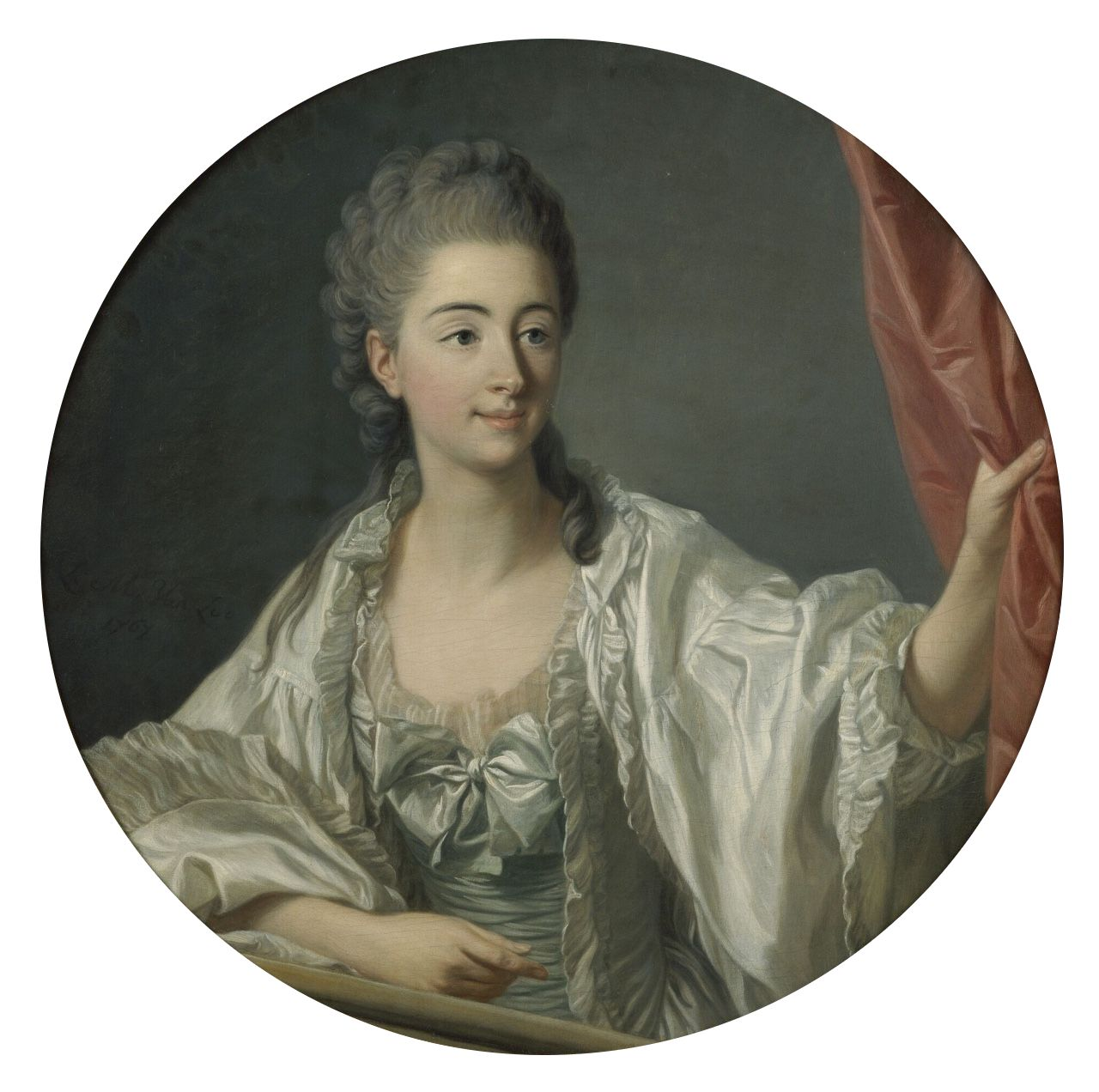
Retrato de Laure-Auguste de Fitz-James, por Louis-Michel van Loo (1767).

- 1774-1775: Adelaide-Diane-Hortense Mancini-Mazarin, duquesa de Cossé.

- 1775: Laure-Auguste de Fitz-James, princesa de Chimay.

- 1775-1781: Marie-Jeanne de Talleyrand-Périgord, duquesa de Mailly.

- 1781-1791: Geneviève de Gramont, condesa de Ossun .

### Dame d’atourde Josefina de Beauharnais
- 1804-1809: Emilia de Beauharnais.

### Dame d’atourde María Luisa de Austria
- 1810-1814: Jeanne Charlotte du Luçay.

- Datos: Q26859537